# Kristiansand Stadion
Il Kristiansand Stadion è un impianto sportivo della città norvegese di Kristiansand, nella contea di Agder. Nell'impianto sportivo giocava la squadra calcistica Idrettsklubben Start.
Era usato principalmente per le partite di calcio ed era il terreno di casa dell'IK Start. Nel 2007 la Sør Arena ha sostituito il Kristiansand Stadion come campo di casa. La sede ha ospitato due volte le partite della nazionale norvegese under 21, la prima partita casalinga di sempre, perdendo 1–2 contro la Svezia il 31 maggio 1969 e vincendo 3–1 sull'Ungheria il 9 ottobre 1990.
Lo stadio è utilizzato anche per l'atletica leggera, in particolare per il team della Kristiansands IF. La sede ha ospitato i campionati norvegesi di atletica leggera nel 1970, 1996 e 2012. Lo stadio ha anche ospitato i campionati nordici under 20 di atletica leggera 2019.
Ha una capacità di 16600 posti.